# Tejoltó galaj

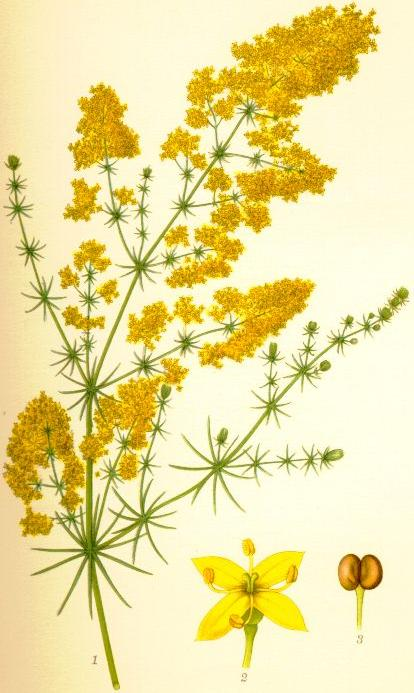

A tejoltó galaj  vagy tejoltófű (Galium verum) a tárnicsvirágúak rendjébe, ezen belül a buzérfélék családjába tartozó növényfaj. További népies nevei: Szent Antal virága, Szent Iván virága, Szent János virága, kásafű, tejzsugorító fű, Szent Iván seprűje.

## Elterjedése, élőhelye
Száraz réteken, útszéleken, cserjésekben, mezőkön, legelőkön, homokdűnéken élő évelő növény.
Előfordul csaknem egész Európában, Észak-Amerikában, valamint Ázsia egyes részein is. Magyarországon többek közt a Gödöllői-dombság területén él.

## Megjelenése, jellemzői
Szára 15–100 cm magasra is megnőhet, egyenes, elágazó, négybordás, 2–3 mm vastag, merev és gyéren szőrös. Levelei keskenyszálasak, tűszerűek, 3–4 cm hosszúak, 8-12 tagú örvökben nőnek, sötétzöld színűek, fonákjuk fehéres. Virágai aprók, sárgák négytagú tölcséres pártájuk van, szirmaik csúcsosak, bugós virágzatot alkotnak.

## Felhasználása
Korábban sajtok festésére használták,  sárgafesték-tartalma miatt.
Sajtkészítésnél oltóenzimként, mert olyan enzimet tartalmaz, ami a tejet megalvasztja.

### Hatóanyagai
Drogja (Galii veri herba) galiozin glikozida, rubiadid aszperulozid, cseranyag, illóolaj, tejoltó enzim, sárga festék, növényi sav tartalmú.

### Vélelmezett gyógyhatásai
A föld feletti részeket gyűjtötték virágzáskor.
Teáját továbbá vese, epe, máj és légzőszervi megbetegedések ellen is alkalmazzák.
Ajánlották a pajzsmirigy betegségeire is. A pajzsmirigy betegségei esetében belsőleg és külsőleg is ajánlották a használatát.
Legújabb kutatások szerint, a tejoltó galaj iridoid-glikozidokat és antrakinonokat (pl. alizarin) tartalmaz, emiatt a teljes növény fogyasztása tilos, szerepel az OGYÉI tiltólistáján is.

## Galéria

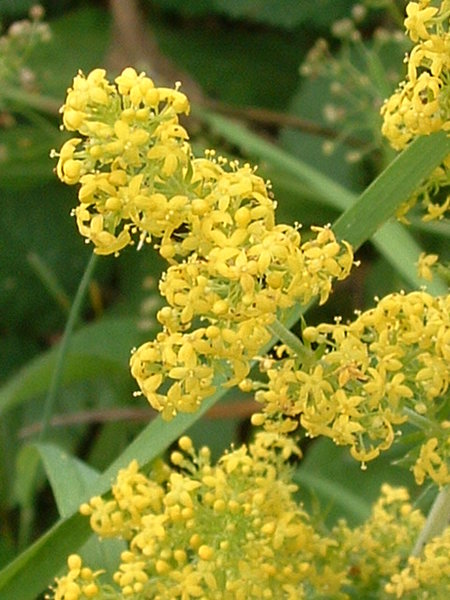
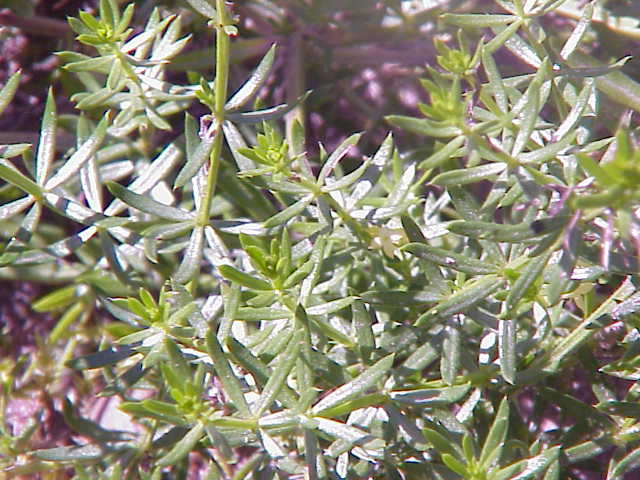
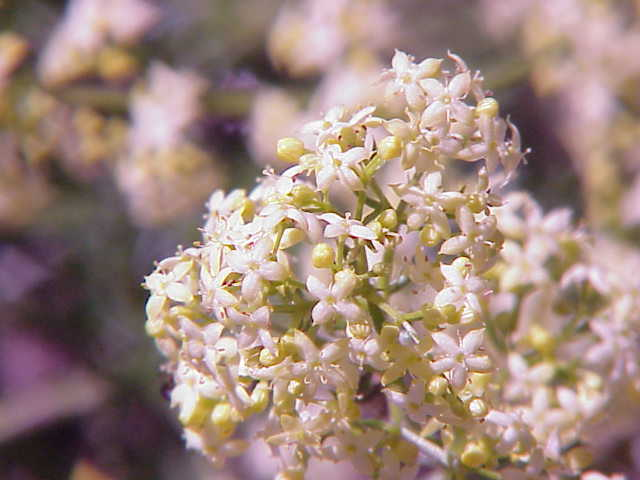
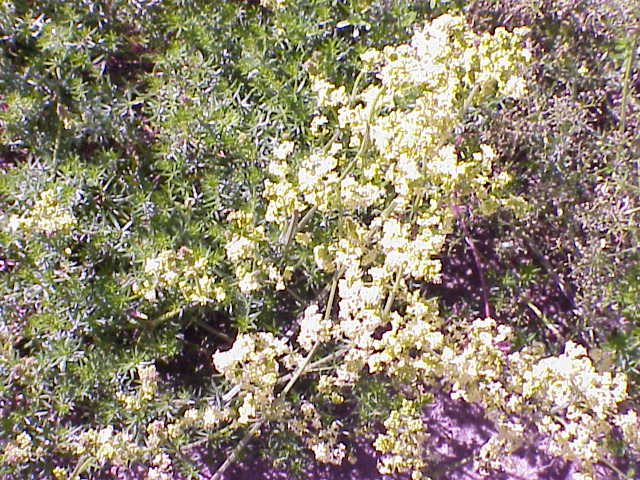
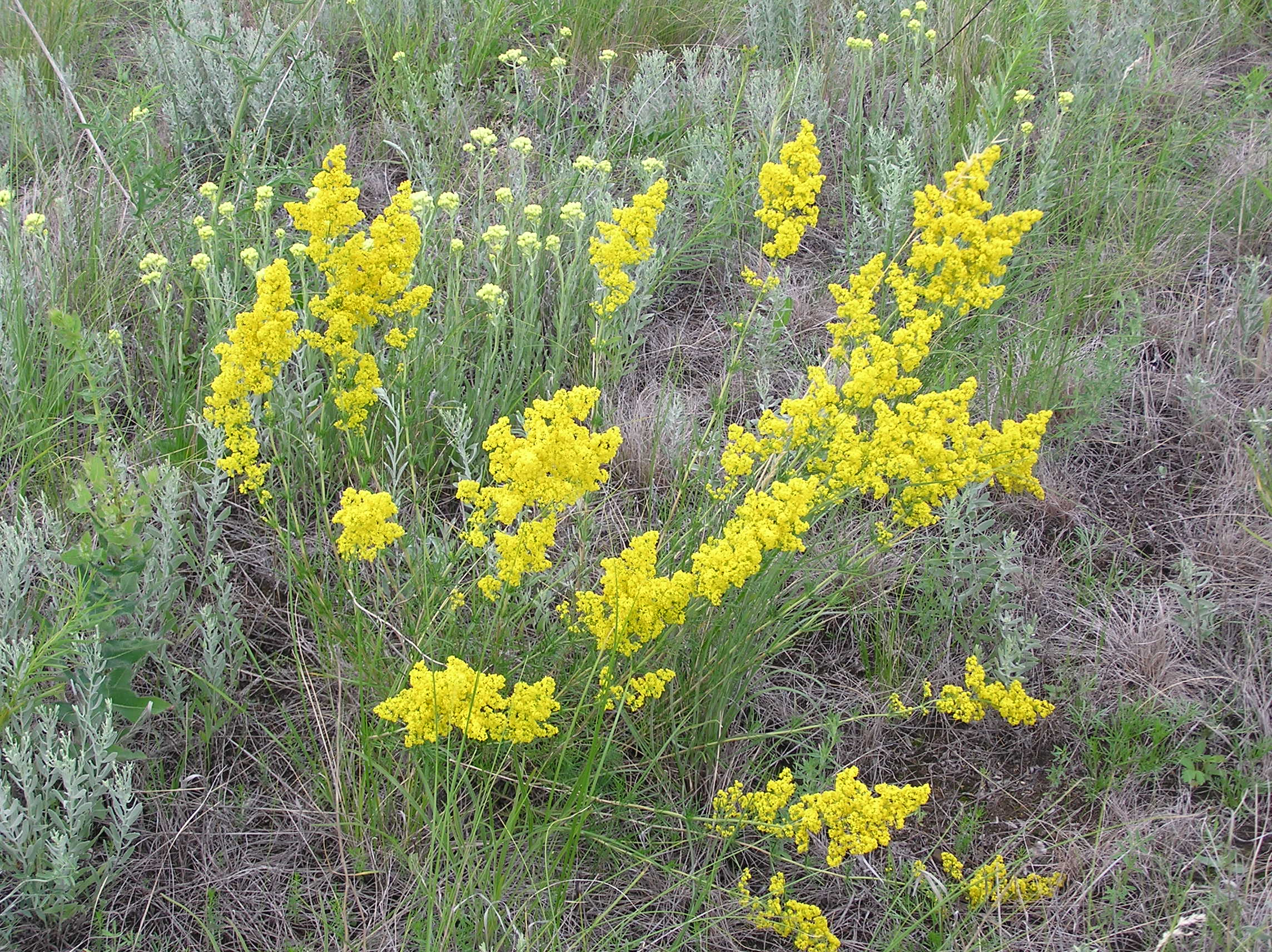
habitusa